# Méry-sur-Cher
Méry-sur-Cher ist eine französische Gemeinde mit 710 Einwohnern (Stand: 1. Januar 2022) im Département Cher in der Region Centre-Val de Loire; sie gehört zum Arrondissement Vierzon und zum Kanton Vierzon-2. Die Bewohner werden Mariaciens und Mariaciennes genannt.

## Geographie
Méry-sur-Cher liegt etwa drei Kilometer westnordwestlich des Stadtzentrums von Vierzon am Canal de Berry. Der Cher begrenzt die Gemeinde im Süden. Umgeben wird Méry-sur-Cher von den Nachbargemeinden Theillay im Norden und Nordosten, Vierzon im Osten und Südosten, Saint-Hilaire-de-Court im Süden und Südosten, Saint-Georges-sur-la-Prée im Süden und Südwesten sowie Thénioux im Westen.

## Bevölkerungsentwicklung
| Jahr                       | 1962 | 1968 | 1975 | 1982 | 1990 | 1999 | 2006 | 2012 | 2018 |
| Einwohner                  | 540  | 515  | 534  | 555  | 601  | 625  | 674  | 680  | 686  |
| Quellen: Cassini und INSEE |      |      |      |      |      |      |      |      |      |

## Sehenswürdigkeiten
- Kirche Saint-Martin

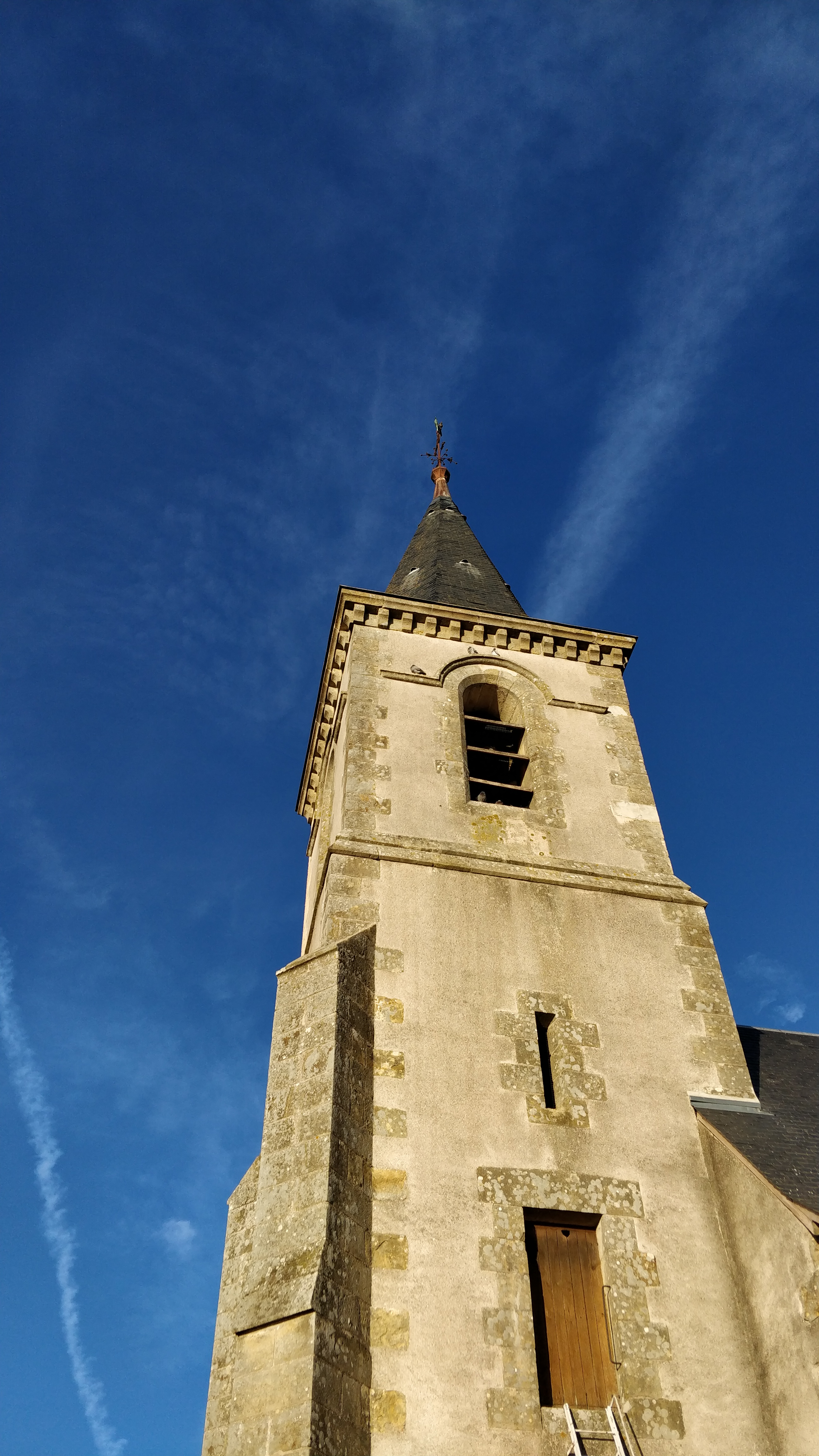
Glockenturm der Kirche Saint-Martin

- Schloss Méry aus dem 16. Jahrhundert
- Schloss La Forêt aus dem 17. Jahrhundert
- Schloss Gaillard aus dem 19. Jahrhundert

## Persönlichkeiten
- Cyprian Godebski (1835–1909); Bildhauer, Radrennfahrer, geboren in Méry-sur-Cher